# Peter Boschung
Peter Boschung (* 29. Dezember 1912 in Schmitten; † 19. Januar 1999 in Bern) war ein Schweizer Mediziner, Mundart-Schriftsteller und Kulturpolitiker.

## Leben

### Familie
Peter Boschung war der Sohn des Landwirts Emil Boschung († 1971) und dessen Ehefrau Klotilde (geb. Riedo) († Juni 1965) aus Plaffeien; er hatte noch elf Geschwister. 1919 siedelte die Familie nach Staffels über; dort besuchte er die Primarschule in Wünnewil.
Er war seit dem 6. August 1945 mit der medizinischen Laborantin Else Mathilde, Tochter von Ernst Lehnen, Postverwalter in Grenchen, verheiratet; gemeinsam hatten sie acht Kinder, zu diesen gehörte unter anderem der spätere Medizinhistoriker Urs Boschung. Als er starb, hatte Peter Boschung siebzehn Enkelkinder.

### Werdegang
Nachdem Peter Boschung das Kollegium St. Fidelis in Stans besucht hatte, wurde er im Spätsommer 1932 Novize im Kapuzinerkloster Wesemlin in Luzern, um Priester zu werden. Nachdem er zu der Überzeugung gelangt war, doch nicht das Priesteramt zu erlangen, besuchte er nach sechs Monaten das Kollegium St. Michael in Freiburg und bestand 1935 seine Matura. Nachdem Albert Wander, der Ovomaltine herstellte, ihm ein zinsloses Studiendarlehen gewährte, immatrikulierte er sich zu einem Medizinstudium an der Universität Freiburg, das er später an der Universität Bern beendete. 1942 promovierte er in Bern mit seiner Dissertation Die Kyphosis dorsalis juvenilis an Hand von 10 Fällen zum Dr. med.
Nach dem Studium leistete er als Sanitätsoffizier seinen Militärdienst und war als Assistenzarzt an den Spitälern in Solothurn sowie in Olten tätig.
Von September 1945 praktizierte er als Landarzt in Flamatt, bevor er Ende 1979 seine Arztpraxis aufgab und in den Ruhestand ging.

### Gesellschaftliches Wirken
Peter Boschung kämpfte für die Gleichberechtigung der deutschen Sprache im zweisprachigen Kanton Freiburg.
Er war Vorstandsmitglied kultureller als auch historischer Vereine, so unter anderem dem Deutschfreiburger Heimatkundeverein, dem Deutschen Geschichtsforschenden Verein, der Radio- und Fernsehgenossenschaft Bern (heute SRG SSR) und dem Arbeiterverein Wünnewil, dem er 1950 vorstand; 1971 wurde er durch den Freiburger Schriftstellerverein zum Gesellschafter ernannt.
1950 gründete er den Jahrgängerverein 1912 des Sensebezirks, der sich 1992 wieder auflöste.
Am 15. Januar 1959 gründete er zur Wahrung und Förderung der kulturellen Belange der deutsch-freiburgischen Minderheit die Deutschfreiburgische Arbeitsgemeinschaft (heute Kultur Natur Deutschfreiburg) und war bis 1973 deren Obmann; nach seinem Rücktritt wurde er zum Ehrenpräsidenten ernannt.
Er war 1963 auch Mitbegründer des Deutschfreiburger Kulturpreises und dem Theaterausschuss Theater in Freiburg, das ebenfalls im gleichen Jahr entstand.
1965 wurde er zum Ehrenmitglied der Freiburgischen katholischen Jungmannschaft ernannt.
Er war Initiant und Mitbegründer des Maggenberg-Kreises.
Als Vizepräsident und Präsident der Abteilung Kultur deutscher Sprache des Freiburger Instituts arbeitete er 1969 an der Sprachencharta des Freiburger Instituts mit, die eine Sammlung von Grundsätzen für das friedliche Zusammenleben von Sprachgemeinschaften umfasste, und die dem Staatsrat Ende 1968 überreicht wurde; eine vorhergehende eingegebene Petition an den Staatsrat am 25. März Jahr 1962 wurde sechs Jahre später 1968 beantwortet. 1982 unterstützte er den Vorschlag, das Freiburger Sprachenproblem durch eine Verfassungsinitiative zu lösen. Erst am 17. Mai 1990 verabschiedete der Grosse Rat einen Sprachenartikel in der Verfassung, der Deutsch und Französisch als gleichberechtigte Amtssprachen festlegte.
Peter Boschung verfasste historische, sprachpolitische und literarische Schriften in Hochdeutsch und in der Mundart Senslerdeutsch. Gemeinsam mit Eduard Studer entwickelte er orthographische Regeln zum Schreiben der Sensler Mundart.
Zur Förderung des Senslerdeutsch sprach er auch in verschiedenen Radiosendungen, unter anderem bei Radio Beromünster und Radio Bern.
Als Heimatkundler setzte er sich auch sehr intensiv mit der Geschichte des Weilers Sensebrücke auseinander sowie mit der Grenzregelung zwischen Freiburg und Bern 1467.
1972 leitete er die Wahl des Vereins der Freunde der deutschen Bibliothek, aus der Louise Buntschu als Präsidentin hervorging.
Als Vertreter des Sensebezirks gehörte er der Freiburger Sektion des Schweizer Heimatschutzes an, bevor er 1973 von seinem Amt zurücktrat.
Er war 1978 einer der Hauptinitianten, der zur Eröffnung des Ortsmuseums im Pfrundspeicher in Wünnewil beitrug, dazu förderte und unterstützte er das 1975 eröffnete Sensler Museum.
1959 sprach er sich gegen eine beabsichtigte Gemeindeteilung aus, als vorgeschlagen worden war, die Gemeinden Wünnewil und Flamat in eigenständige Gemeinden zu verwandeln.
Er beteiligte sich unter anderem auch an Schiesswettbewerben, so unter anderem 1953 am Pistolenfeldschiessen in Ueberstorf.

## Ehrungen und Auszeichnungen
Peter Boschung wurde 1989 durch die Philosophische Fakultät der Universität Freiburg zum Dr. phil. h. c. ernannt.
Zum 40. Jahrestag der Gründung der Deutschfreiburgische Arbeitsgemeinschaft wurde am 15. Januar 1999, kurz vor seinem Tod, ein Festakt abgehalten, bei dem Peter Boschung eine ihm gewidmete Festschrift erhielt.

## Schriften (Auswahl)
- Die Kyphosis dorsalis juvenilis an Hand von 10 Fällen. Freiburg, Schweiz Paulusdruckerei 1942.
- Bericht der Studienkommission für die alte Kirche zu Handen der Pfarreiversammlung vom 13. März 1955, in Wünnewil. Wünnewil 1955.
- Freiburg, ein zweisprachiger Kanton. Alemannisches Jahrbuch 1959.
- Freiburgs (Schweiz) Zweisprachigkeit. Marburg (Lahn): Deutsche Burse zu Marburg - Institut für Volkswissenschaft 1962.
- Der Staat Freiburg und seine sprachliche Minderheit. Freiburg im Üchtland: Deutschfreiburgische Arbeitsgemeinschaft. 1963.
- Freiburger Strassen- und Ortsnamen. Freiburg i.Ü.: Deutschfreiburgische Arbeitsgemeinschaft: Paulusverlag, 1970.
- Verse und Prosa. Freiburg i.Ü.: Deutschfreiburgische Arbeitsgemeinschaft, 1975.[40]
- Vam Chnächtetoed. Freiburg i. Ue.: Paulusverlag, 1979.
- Isidor: a Hampfela seislertütschi Gschüchte. Freiburg i.Ü.: Paulusverlag, 1981.[41]
- Die Ritter von Maggenberg: zum zwanzigjährigen Bestehen des Maggenberg-Kreises. Maggenberg-Kreis 1982.
- Ds Fägfüür. Freiburg i.Ü.: Paulusverlag, 1984.[42]
- Spätlese. Freiburg im Üchtland: Paulusverlag, 1986.[43]
- Sprachglossen. Freiburg i.Ü.: Deutschfreiburgische Arbeitsgemeinschaft, 1987.[44]
- Die freiburgische Sprachenfrage: Leidensgeschichte und Aufbruch einer Minderheit. Freiburg i.Ü.: Paulusverlag, 1989.
- Peter Boschung; Marcel Hayoz: Dominik - a plagta Mentsch: Erzählungen in Sensler Mundart. Freiburg Schweiz: Paulusverlag, 1991.
- Freiburger Lesebuch: Glossen, Aufsätze, Gespräche. Freiburg Schweiz: Paulusverlag, 1991.
- Obrigkeit und Lustbarkeiten. Freiburg: Universitätsverlag, 1994.
- Neues vom Riemenziehen. Freiburg i. Ue.: Paulusverlag, 1998.
- Hubert Foerster; Raoul Blanchard; Peter Boschung: Auf den Spuren unserer Vorfahren - alte Schriften aus den Archiven. Freiburg: Deutschfreiburger Heimatkundeverein, 1997.
- Schlossersch Ana: as Seisler Frouwelääbe. Freiburg i. Ue.: Paulusverlag, 1998.

## Aufsätze und Beiträge
- Die Grenzregelung von 1467 zwischen Bern und Freiburg. Kleiner Beitrag zur Geschichte der Alten Landschaft. In: Freiburger Geschichtsblätter 47. 1955/56. S. 63–108.
- Die Entstehung des Zollamtes Sensebrück. In: Freiburger Geschichtsblätter 48. 1957/58. S. 19–23.
- Zollamt und Kapelle Sensebrück. In: Freiburger und Walliser Volkskalender 49. 1958.
- Zur Geschichte der Wirtschaft Sensebrück: Der Achetringeler. In: Silvesterblatt. Chroniken der Gemeinden Laupen, Neuenegg, Mühleberg 34, 1959.
- Die Sprach- und Schulverhältnisse im Kanton Freiburg. In: Schweizer Schule, Band 48, Heft 2. 1961. S. 42–48.
- Die Sprach- und Schulverhältnisse im Kanton Freiburg (Fortsetzung). In: Schweizer Schule, Band 48, Heft 3. 1961. S. 86–90.
- Vom Gespräch zwischen Deutsch und Welsch. In: Sprachspiegel, Band 23, Heft 5. 1967. S. 132–138.
- Furten und Fähren am Unterlauf der Sense. In: Beiträge zur Heimatkunde des Sensebezirkes 51. 1981. S. 14–40.
- Deutschsprachige wurden vergessen. In: Freiburger Nachrichten vom 14. Oktober 1981. S. 5.
- Freiburg - der erste zweisprachige Kanton, doi:10.5169/seals-339782#145. In: Freiburger Geschichtsblätter 64. 1985–1986. S. 107–147.
- Nein zu einem Unwort. In: Sprachspiegel, Band 43, Heft 5. 1987. S. 140–143.
- Felix Platter unterwegs von Bern nach Lausanne 12.–14. Oktober 1552, doi:10.5169/seals-340783#192. In: Freiburger Geschichtsblätter 72. 1995. S. 175–221.
- Freiburger Brückengeschichte am Beispiel von Sensebrück. In: Freiburger Geschichtsblätter 73. 1996. S. 7–69.
- Die neuen Brücken am Unterlauf der Sense. In: Freiburger Geschichtsblätter 75. 1997. S. 279–365.